# Giovanna Antonelli
Giovanna Antonelli (ur. 18 marca 1976 w Rio de Janeiro) – brazylijska aktorka i modelka.
Za rolę w Klonie dostała nagrodę INTE 2003 dla najlepszej aktorki. Sukces przyniosła jej też telenowela Barwy grzechu, w której grała Barbarę.

## Życie prywatne
Jej pierwszym mężem był Ricardo Medina. Byli małżeństwem przez cztery lata (1997–2001). Później była w związku z brazylijskim aktorem Murilo Benício, z którym ma syna Pietro (ur. 24 maja 2005). 5 maja 2007 wzięła ślub z amerykańskim biznesmenem Robertem Locascio, ale rozstała się z nim po 4 miesiącach małżeństwa. Była związana z Arturem Fernandesem. Jej obecnym partnerem jest Leonardo Nogueira, z którym ma dwie córki – Antônię i Sofię.

## Filmografia
- 1994: Tropicaliente – Benvinda
- 1995: Tocaia Grande – Mãe Ressu de Iansã
- 1996: Xica da Silva – Elvira
- 1998: Corpo Dourado – Judy
- 1999: Você Decide
- 1999: Força de Um Desejo – Violeta
- 2000: Laços de Família – Capitu
- 2000: Bossa Nova – Sharon
- 2001–2002: Klon (El clon) – Jade Rachid
- 2003: A Casa das Sete Mulheres – Anita Garibaldi
- 2004: Barwy grzechu (Da Cor do Pecado) – Bárbara Campos Sodré
- 2006: Cobras e Lagartos – Bia Lopes
- 2006: Amazônia, de Galvez a Chico Mendes – Delzuite Gonçalves
- 2007: Siedem grzechów (Sete Pecados) – Clarice Florentino
- 2008: Tres Irmas – Alma Jequitibá de Matos
- 2009–2010: Chwytaj dzień (Viver a Vida) – Dora Regina Vitória Vilela
- 2011: Chico Xavier – Cidália Xavier
- 2011: Aquele Beijo – Cláudia
- 2012: As Brasileiras – Gigi
- 2012: Salve Jorge – Helô
- 2013: Pé na Cova – Priscila
- 2014: Em Família – Clara Fernandes
- 2014: S.O.S. Mulheres ao Mar – Adrianna
- 2015: A Regra do Jogo – Atena Torremolinos/Francineide Maria do Socorro
- 2015: S.O.S. Mulheres ao Mar 2 – Adrianna
- 2016: Sol Nascente – Alice Tanaka
- 2017: Cidade Proibida – Paula
- 2018: Brasil a Bordo
- 2018: Segundo Sol – Luzia dos Santos Batista/Ariella Arlesisla
- 2021: Filhas de Eva – Lívia Caldas Fantine
- 2021: Quanto Mais Vida, Melhor! – Paula Terrare/Eliete
- 2022: Travessia – Delegada Heloísa Sampaio Viana (Heló)
- 2024: Apaixonada – Beatriz